# أحمد بن خليل الخويي
شمس الدين أبو العباس أحمد بن خليل بن سعادة المهلبي الخويي (1187 - 1240) عالم مسلم ومتكلم وقاضي شرعي من القرن السابع الهجري/ الثالث عشر ميلادي في العصر السلجوقي. ولد في خوي بإقليم آذربيجان ونشأ بها وتعلم فيها وفي خراسان. هو من تلامذة فخر الدين الرازي وكتب تتمة تفسير القرآن لشيخهُ. عين قاضي القضاة في دمشق وتوفي فيها. له مؤلفات ما زالت مخطوطة منهم كتاب في علم الأصول والسفينة النوحية وكتاب في العروض.

## سيرته
هو أحمد بن خليل بن سعادة بن جعفر بن عيسي، أبو العباس، شمس الدين المهلبي الخويي، ولد سنة 583 هـ/ 1187 م في خوي بأذربيجان في عصر السلجوقي (محافظة أذربيجان الغربية بإقليم أذربيجان الإيرانية حالياً) وتعلم بها وبخراسان، قرأ على فخر الدين الرازي وغيره. ثم ولّي قضاء القضاة بالشام، وتوفي بدمشق 7 شعبان 637 هـ/ 2 مارس 1240 م. 

ذكره شمس الدين الذهبي في سير أعلام النبلاء «قرأ العقليات على فخر الدين الرازي، والجدل على الطاوسي، وسمع من المؤيد الطوسي. وكان من أذكياء المتكلمين، وأعيان الحكماء والأطباء، ذا دين وتعبد، وله مصنف في النحو، وآخر في الأصول، وآخر فيه رموز فلسفية. 
له معرفة بالطب وهو والد القاضي محمد بن أحمد (المتوفى سنة 693).

## آثاره
- تتمة تفسير القرآن لشيخه فخر الدين الرازي.
- كتاب في علم الأصول
- السفينة النوحية في السكينة الروحية، في النفس والروح، ذكر في مقدمته إنه كان يزمع شرح كتاب الفخر الرازيّ في النفس وأحجم عنه إلى تأليف هذا الكتاب المختصر وضم فيه ما يغني عن التطويل. والنسخة خزائنية نفيسة كتبت سنة 868، في 31 ورقة، في مجموع بدمشق.

وكتاب قال ابن أبي أصيبعة «يشتمل على رموز حكمية صنفه للسلطان الملك المعظم، عيسى بن أبي بكر بن أيوب». وله كتاب في العروض قال أبو شامة، «هو عندي بخطه».